# Ana Sainz
Ana Sainz   (Palma, 1990) més coneguda artísticament com a Anapurna, és una il·lustradora llicenciada en Belles Arts per la Universitat de Barcelona i amb un màster d'Il·lustració de l'Istituto Europeo di Design de Madrid.
L'any 2015 va guanyar el Premi Internacional de novel·la gràfica FNAC-SALAMANDRA GRAPHIC amb la seva obra Chucrut que explica la història d'una jove espanyola a Alemanya. l'obra està inspirada en la seva pròpia experiència quan va marxar d'Erasmus a la ciutat de Karlsruhe un poble de Bavaria.
També ha il·lustrat el llibre Aquí viven leones escrita per Fernando Savater i la seva dona Sara Torres.